# 對等網路代管
点对点网络托管为使用点对点网络来分发所需的网页。此概念与使用专用网页服务器向最终用户客户端共享网页数据的主從式架構不同，對等網路代管的表现类似Dijjer和Coral Cache的内容分发网络，允许用户保存单个网页的数据副本和将该缓存分发给其他用户，从而加快访问高峰时的速度和减少专用服务器的带宽需求。

## 对比
| 名称      | 首版发行日期 | 是否匿名           | 是否快速 | 是否有单文件编辑权限 | 是否有单文件阅读权限 | 是否离线可用 | 是否为自由及开放源代码软件 | 备注                   |
| Freenet   | 2000年       | 是                 | 否       | 否                   | 否                   | 是           | 是                         |                        |
| Osiris    | 2010年       | 是                 | 是       | 否                   | 否                   | 是           | 否                         |                        |
| IPFS      | 2014年       | 未知               | 是       | 未知                 | 未知                 | 未知         | 是                         | 基于区块链             |
| Maelstrom | 2014年       | 否                 | 是       | 未知                 | 未知                 | 未知         | 未知                       | 项目似乎自2015年起暂停 |
| ZeroNet   | 2015年       | 否 除非经由Tor/I2P | 是       | 是                   | 否                   | 是           | 是                         | DHT                    |

## 另请参阅
- Freesite - Freenet上的网站
- 云计算
- 去中心化计算